# 萩之茶屋
萩之茶屋（はぎのちゃや）は大阪府大阪市西成区の町名。地名の由来は、かつてこの辺りの住吉街道沿いに、「萩の茶屋」と呼ばれる茶屋があったことに由来する。

## 地理
西成区の北部に位置する。大阪環状線・関西本線（大和路線）の線路より南側、南海本線・南海高野線の線路より東側、阪堺電気軌道阪堺線の線路より西側、旧南海天王寺支線廃線跡より北側の地域を指す。北で浪速区恵美須西、東で太子、南で天下茶屋北、南西で花園南、西で花園北、北西で浪速区戎本町と接する。
釜ヶ崎・あいりん地区と呼ばれる日本最大の日雇い労働者の街（ドヤ街）の中心である。2020年の国勢調査によると世帯数8,445、人口9,143人（男8,514人、女629人）であり、単身男性が非常に多い。11時と17時に行なわれる萩之茶屋中公園（通称：四角公園）の炊き出しや、あいりん総合センターで17時30分に配られるシェルターの利用券を求めて毎日長い列が出来ている。
近年の建設不況や労働者の高齢化により、廃業したり福祉アパートへ転換する簡易宿所がある一方、低料金を売りに、観光客や外国人旅行者の獲得に力を入れている簡易宿所もある。

## 歴史
元は西成郡今宮村の一部。1897年（明治30年）の大阪市第一次市域拡張によって今宮村の北部が大阪市へ編入されると、当地は今宮村の北端となり、大阪市に南接するようになった。翌1898年（明治31年）の宿屋取締規則によって大阪市域における木賃宿の営業が禁止されると、長町スラム（現在のでんでんタウン周辺）から市境すぐの市外であった当地へ不良木賃宿が流れ込むに至った。
現在の町名は、当町域付近に所在した萩の植え込みを持つ二軒の茶屋（萩之茶屋）に由来する。
- 1869年（明治2年）3月 - 西成郡今宮村が大阪府へ移管。
- 1889年（明治22年）4月1日 - 町村制の実施により、西成郡今宮村単独で施行。
- 1897年（明治30年）4月1日 - 大阪市第一次市域拡張により、大阪鉄道（現：関西本線）以北が大阪市へ編入される。同以南の今宮村の残余は西隣の西成郡木津村の残余を編入し、元今宮・元木津の2大字を編成。
- 1907年（明治40年）12月20日 - 南海鉄道萩ノ茶屋駅が開業。
- 1913年（大正2年） - 大字の元今宮・元木津を今宮・木津に改称。
- 1917年（大正6年）6月15日 - 西成郡今宮第三尋常小学校（後の大阪市立萩之茶屋小学校）を設置。
- 1917年（大正6年）9月1日 - 町制を施行し、今宮町となる。
- 1922年（大正11年） - 37大字に改編。
  - 東入船（ひがしいりふね）・西入船（にしいりふね）・海道（かいどう）・甲岸（こうぎし）・東萩（ひがしはぎ）の5大字が現在の萩之茶屋におおむね該当する。
- 1925年（大正14年）4月1日 - 大阪市第二次市域拡張により大阪市へ編入。新設の西成区の一部となり、大字は町名に継承。
- 1930年（昭和5年）3月 - 今宮消防署（現在の西成消防署の前身）が海道町（現在の西成消防署海道出張所の場所）に開設。
- 1946年（昭和21年）5月16日 - 西成警察署が海道町（現在地）に移転。
- 1953年（昭和28年）3月 - 西成消防署が岸里（当時の東皿池町）に移転。従来の西成消防署庁舎は今池出張所（現：海道出張所）として存続。
- 1962年（昭和37年） - あいりん地区の不就学児童への対策として、大阪市立萩ノ茶屋小学校・今宮中学校分校あいりん学園（のちに大阪市立新今宮小学校（初代）・中学校に改編）を設置。
- 1962年（昭和37年）10月1日 - 財団法人西成労働福祉センター発足。
- 1970年（昭和45年）10月1日 - あいりん労働福祉センター開設。
- 1973年（昭和48年）11月 - 現行の住居表示実施。
- 1981年（昭和56年） - 大阪市立新今宮小学校（初代）を閉校。
- 1984年（昭和59年） - 大阪市立新今宮中学校を閉校。
- 1995年（平成7年）8月 - 西成警察署新庁舎が完成。

## 世帯数と人口
2019年（令和元年）9月30日現在の世帯数と人口は以下の通りである。
| 丁目           | 世帯数    | 人口    |
| -------------- | --------- | ------- |
| 萩之茶屋一丁目 | 3,450世帯 | 3,540人 |
| 萩之茶屋二丁目 | 3,269世帯 | 3,299人 |
| 萩之茶屋三丁目 | 1,005世帯 | 1,071人 |
| 計             | 7,724世帯 | 7,910人 |

### 人口の変遷
国勢調査による人口の推移。
| 1995年（平成7年）  | 12,750人 | [ 6 ]  |  |
| 2000年（平成12年） | 12,932人 | [ 7 ]  |  |
| 2005年（平成17年） | 14,485人 | [ 8 ]  |  |
| 2010年（平成22年） | 12,403人 | [ 9 ]  |  |
| 2015年（平成27年） | 9,665人  | [ 10 ] |  |
| 2020年 (令和2年)   | 9,143人  | [ 5 ]  |  |

### 世帯数の変遷
国勢調査による世帯数の推移。
| 1995年（平成7年）  | 11,549世帯 | [ 6 ]  |  |
| 2000年（平成12年） | 11,859世帯 | [ 7 ]  |  |
| 2005年（平成17年） | 13,473世帯 | [ 8 ]  |  |
| 2010年（平成22年） | 11,758世帯 | [ 9 ]  |  |
| 2015年（平成27年） | 9,198世帯  | [ 10 ] |  |

## 学区
市立小・中学校に通う場合、学区は以下の通りとなる。なお、小学校・中学校入学時に学校選択制度を導入しており、通学区域以外に西成区にある以下の通学区域に隣接する校区にある小学校、西成区内にある中学校から選択することも可能。
| 丁目           | 番   | 小学校               | 中学校             |
| -------------- | ---- | -------------------- | ------------------ |
| 萩之茶屋一丁目 | 全域 | 大阪市立新今宮小学校 | 大阪市立今宮中学校 |
| 萩之茶屋二丁目 | 全域 | 大阪市立新今宮小学校 | 大阪市立今宮中学校 |
| 萩之茶屋三丁目 | 全域 | 大阪市立新今宮小学校 | 大阪市立今宮中学校 |

## 事業所
2016年（平成28年）現在の経済センサス調査による事業所数と従業員数は以下の通りである。
| 丁目           | 事業所数  | 従業員数 |
| -------------- | --------- | -------- |
| 萩之茶屋一丁目 | 125事業所 | 1,172人  |
| 萩之茶屋二丁目 | 131事業所 | 509人    |
| 萩之茶屋三丁目 | 76事業所  | 303人    |
| 計             | 332事業所 | 1,984人  |

## 交通

### 鉄道
- JR西日本 新今宮駅（JR新今宮駅の住所は浪速区）
- 南海電気鉄道 新今宮駅 - 萩ノ茶屋駅
- 阪堺電気軌道 新今宮駅前停留場 - 今池停留場

この他、厳密には区域外になるが、地下鉄御堂筋線・堺筋線動物園前駅、Osaka Metro四つ橋線・花園町駅も徒歩圏内にある。

## 教育機関
小学校
- 大阪市立萩之茶屋小学校（萩之茶屋1丁目11-15）廃校

2015年に大阪市立弘治小学校・今宮小学校とともに新今宮小学校（いまみや小中一貫校）に統合されて廃校となった。
- 大阪市立徳風小学校（甲岸町12番地・現萩之茶屋2丁目9-1）廃校

1955年徳風小学校の残存建物を改築し西成市民館が発足した。
その他
- U・シェパード神学・看護学・実用音楽大学（萩之茶屋3丁目4-23）

## 施設
- 西成警察署（萩之茶屋2丁目4-2）
- 西成消防署海道出張所（萩之茶屋3丁目1-12）
- あいりん労働福祉センター（あいりん労働公共職業安定所、西成労働福祉センター、大阪社会医療センター付属病院）（萩之茶屋1丁目3-44）
- 西成市民館（萩之茶屋2丁目9-1）
- わかくさ保育園（萩之茶屋2丁目9-2）

## 団体
- 釜ヶ崎支援機構（萩之茶屋1丁目5-4）
- 西成交通安全協会（萩之茶屋2丁目1-22）
- こどもの里（萩之茶屋2丁目3-4）
- 出会いの家（萩之茶屋2丁目5-8）
- 釜ヶ崎炊き出しの会（萩之茶屋2丁目5-13）
- 釜ヶ崎地域合同労組（萩之茶屋2丁目5-23）
- イエズス会社会司牧センター旅路の里（萩之茶屋2丁目8-9）
- 日本福音ルーテル教会喜望の家（萩之茶屋2丁目8-18）
- 社会福祉法人釜ヶ崎ストロームの家のぞみ作業所（萩之茶屋2丁目11-15）
- 聖ビンセンシオの愛徳姉妹会ヨゼフ・ハウス（萩之茶屋3丁目1-9）
- 社会福祉法人聖フランシスコ会ふるさとの家（萩之茶屋3丁目1-10）
- 全港湾建設支部西成連絡所（萩之茶屋3丁目6-2）
- 21世紀イエスキリスト釜ヶ崎福音教会（萩之茶屋3丁目6-6）
- 釜ヶ崎支援機構お仕事支援部（萩之茶屋3丁目6-12）
- 守護の天使の姉妹修道会（萩之茶屋3丁目9-6）

## その他

### 日本郵便
- 〒557-0004[3]（集配局：西成郵便局[14]）